# Dalibor Šamšal
Dalibor Šamšal, hrvaško-madžarski alpski smučar * 25. december 1985 Reka, SR Hrvaška, SFRJ. 
Na zimskih olimpijskih igrah leta 2006, 2010 ter 2014 je zastopal Hrvaško, na zimskih olimpijskih igrah leta 2018 pa Madžarsko.